# 三浦海岸
三浦海岸（みうらかいがん）は、神奈川県の三浦半島にある海岸。1959年（昭和34年）4月9日に海岸保全区域に指定されており、劔崎以東の東京湾沿岸に属する範囲の総延長は4,036m、劔崎以西の相模湾沿岸に属する範囲の総延長は840mである。

## 概要
行政範囲では三浦市に属する。海岸保全区域であり砂浜が形成されたポケットビーチには「三浦海岸三浦地区」と「三浦海岸初声地区」がある。
三浦海岸三浦地区は東京湾（金田湾）に面する2.7kmで、北端に北下浦漁港（上宮田地区）、南端に金田漁港があり、ほぼ中央にあるボッケ崎で海岸線は二分されている。
また、三浦海岸初声（はっせ）地区は西ノ崎と初声漁港の防波堤を南端、黒崎の鼻を北端とする長さ1.1kmの区間である。なお、海岸保全区域は西側にある横須賀三浦海岸（延長960m）の長井初声地区とは区分されている。

## 海水浴場
三浦海岸交差点付近から三浦市観光協会前までの350メートルが三浦海岸海水浴場（市営）となっており、そのうち幅150メートル、沖合40メートルが遊泳区域である。
2022年シーズンは海の家の設置希望者がなかったため海水浴場を開設しないことになった（三浦海岸に海水浴場が自主的に開設されない初の事例となる）。
2024年シーズンも海の家の設置希望者がなく開設されず、同年をもって海水浴場の設置者となっていた民間の運営委員会も解散した。
以後は三浦市が設置することとなり、2025年1月から海水浴場の再生支援事業として朝日放送テレビに企業版ふるさと納税のマッチングなどを委託している。また、2025年シーズンは7月12日から8月末まで開設し、海水浴場エリアと飲食エリアの運営は三浦市観光協会に、イベントエリアの運営はニッポン放送に委託することとなった。

## ギャラリー

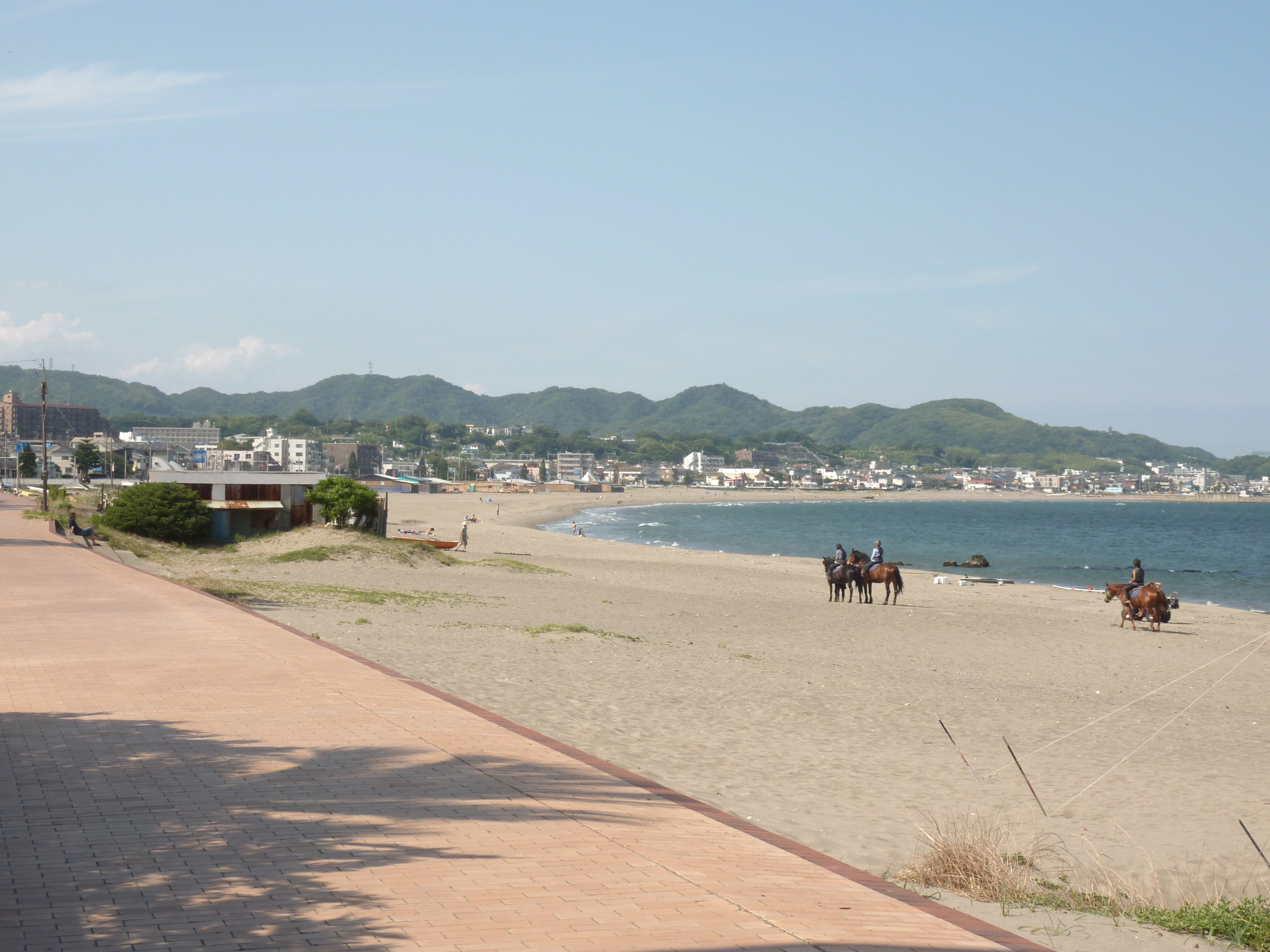
三浦海岸
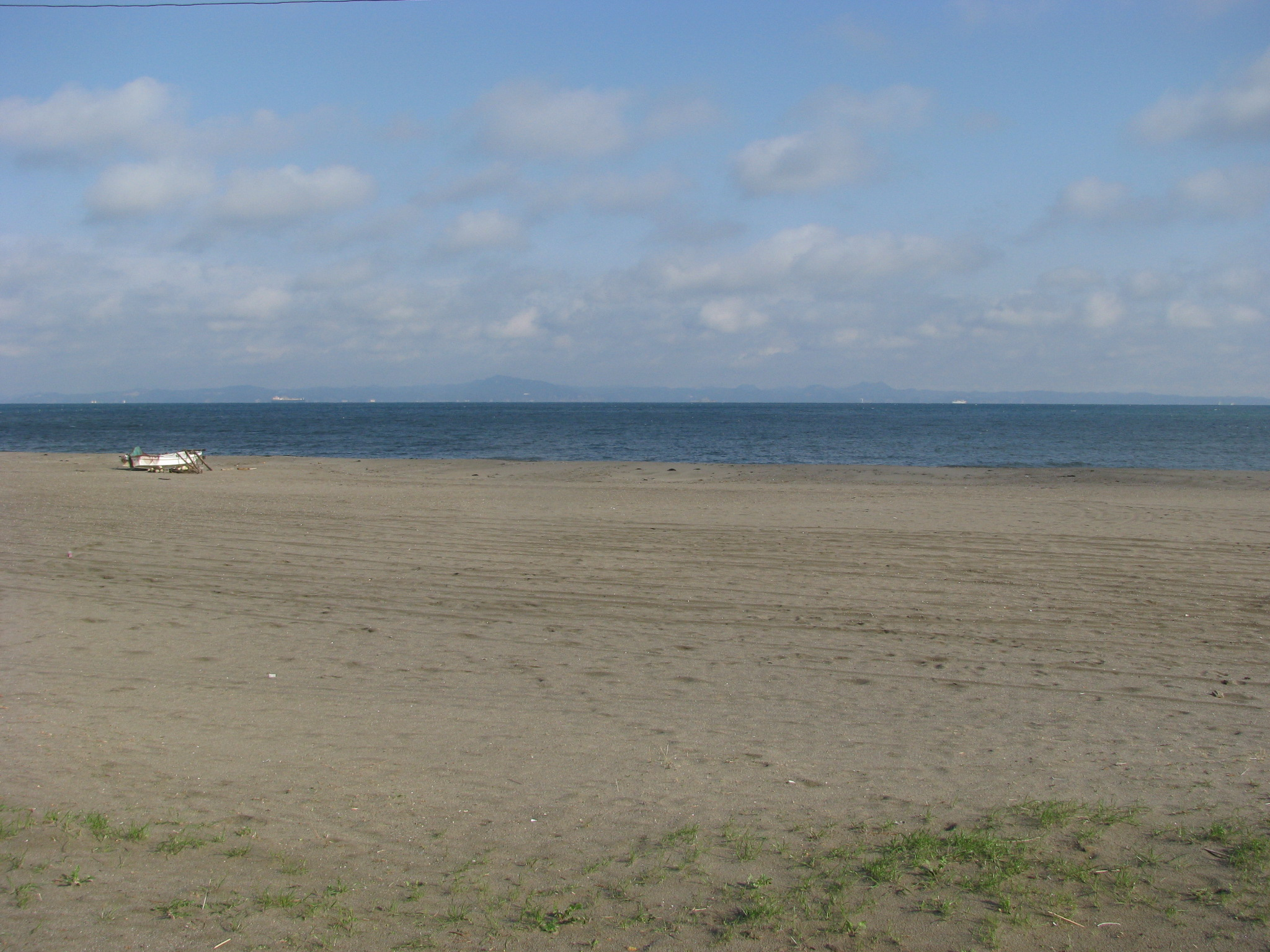
浦賀水道を挟んで房総半島が見える

## 交通
- 京浜急行電鉄久里浜線 - YRP野比駅 - 京急長沢駅 - 津久井浜駅 - 三浦海岸駅
- 神奈川県道212号久里浜港線
- 国道134号
- 神奈川県道215号上宮田金田三崎港線
- 神奈川県道214号武上宮田線